# Li Dong-woon
Li Dong-woon (ur. 4 lipca 1945 w Pjongjangu) – północnokoreański piłkarz występujący na pozycji napastnika.
Był piłkarzem rodzimych klubów Rodongja Sports Club i Pyongyang Sports Club. Wraz z reprezentacją Korei Północnej wystąpił w 1966 roku na mistrzostwach świata. Rozegrał tam 2 spotkania – z Chile, a także z Portugalią, gdzie zdobył bramkę.